# Sant Corneli de Collbató
Sant Corneli de Collbató es una iglesia del municipio de Collbató (Bajo Llobregat) protegida como bien cultural de interés local.

## Descripción
Se trata de un edificio construido con piedras irregulares y ladrillo. La portada está realizada en piedra buena. La fachada está culminada por una forma ondulada, con una apertura circular en el centro. Se observa una escultura de San Cornelio situada sobre un pedestal dentro de un nicho abierto por encima de la puerta de entrada de la iglesia. El santo, patrón de la parroquia, está representado como obispo, sentado, vestido con un largo hábito, barbudo y con las manos abiertas, posiblemente para sostener la palma del martirio. Es del siglo XVIII, o quizás del XVII. Es coetánea a la construcción barroca.
Un relieve parece representar la escena de la piedad con la Virgen sosteniendo Cristo. Puede ser uno de los elementos reaprofitados en la construcción de la iglesia. Así lo hace sospechar su ubicación.
Se observa una dovela clave de un arco de portal, seguramente del siglo XVII y posiblemente estaría situada al acceso a la iglesia. Tiene esculpida una hornacina con una concha dentro de la cual hay un relieve de San Cornelo con la tiara papal. Su nombre está inscrito arriba en letras romanas. A las enjutas hay unos cabos de angelitos y bajo la peana que sostiene el santo hay otro cabo mayor, a manera de permòdol, que parece también de un ángel. La técnica muestra un acusado carácter popular.
También destaca una talla policromada barroca de los siglos XVII-XVIII situada a la capilla lateral de Roser de la Virgen María de Roser.

## Historia
La iglesia de Santo Corneli está documentada desde el siglo XI. Parece que fue reformada durante el siglo XVI o la primera mitad del XVII aunque este debiera de ser parcial, puesto que entre finales del siglo XVIII y principios del XIX se renovó totalmente el edificio, construyéndolo de nueva planta. Es entonces cuando se debió de tabicar el relieve, que apareció bajo el rosetón de la fachada durante una restauración en 1985.